# رادونولا
رادونولا (به لاتین: Radunnewela) یک منطقهٔ مسکونی در سری‌لانکا است که در استان مرکزی (سری‌لانکا) واقع شده‌است.